# Sułkowice (Mazovie)
Pour les articles homonymes, voir Sułkowice (homonymie).
Sułkowice (prononcé en polonais : [suu̯kɔˈvit͡sɛ]) est un village polonais de la gmina de Chynów dans la powiat de Grójec de la voïvodie de Mazovie dans le centre-est de la Pologne.
Il se situe à environ 3 kilomètres au nord de Chynów (siège de la gmina), 18 kilomètres au nord-est de Grójec (siège de la powiat) et à 33 kilomètres au sud de Varsovie (capitale de la Pologne).
Le village possède approximativement une population de 1 100 habitants en 2006.

## Histoire
De 1975 à 1998, le village appartenait administrativement à la voïvodie de Radom.